# موج نو (فیلم)
موج نو (فرانسوی: Nouvelle Vague‎) فیلمی در ژانر فانتزی به کارگردانی ژان-لوک گدار است که در سال ۱۹۹۰ منتشر شد. از بازیگران آن می‌توان به آلن دلون و دومیتسیانا جوردانو اشاره کرد.